# Baofeng Electronics
Fujian Baofeng Electronics Co., Ltd (en chino: 宝锋 o 寶鋒, Bǎo fēng), comercializada como Baofeng, es una empresa china dedicada al desarrollo, producción y venta de radios walkie-talkies, equipos de radioafición y sus accesorios.

## Historia
En 2001, el Sr. Wang Jinding fundó la empresa como Fujian Nan’an Baofeng Electronics Co., Ltd. en el condado de Nan’an (en chino: 南安, Nán'ān), ubicado en la provincia de Fujian (en chino: 福建, Fújiàn). La empresa en ese entonces, solo contaba con alrededor de 30 empleados.  En 2002, la empresa Baofeng lanzó el primer walkie-talkie profesional de desarrollo propio. En 2007, Baofeng contaba con una línea de ensamblaje estandarizado y una línea de producción con tecnología de montaje superficial (SMT). Gracias a esto, al siguiente año Baofeng diversificó sus productos y aumentó gradualmente su participación en el mercado. Durante los próximos años, Baofeng fue galardonado con diversos premios, y se centró en poder aprobar certificados que le permitirían expandir su mercado al mundo.
En 2017, la empresa cambio de nombre a Fujian Baofeng Electronics Co., Ltd. Actualmente, se ha convertido en el principal fabricante de equipos de comunicación inalámbrica en China, además de ser una de las empresas de radios más influyentes en ese país. En el presente, la empresa consta con más de 1000 empleados, y ha expandido su mercado a Estados Unidos, Sudamérica, Europa, Japón, el sudeste de Asia, el sur de Asia, Oriente Medio y África.

## Productos

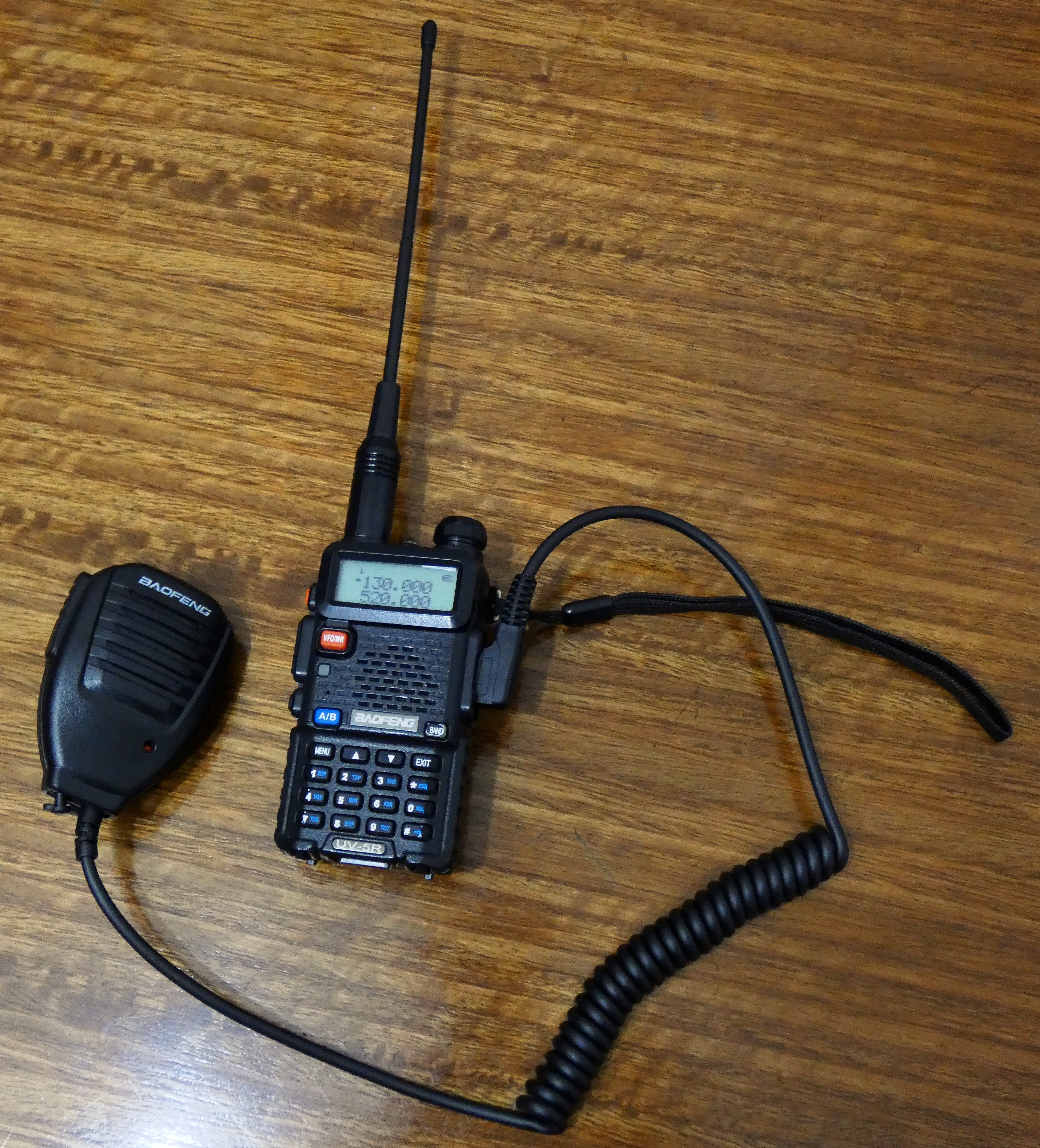
Baofeng UV-5R con micrófono/parlante externo y una antena alternativa.

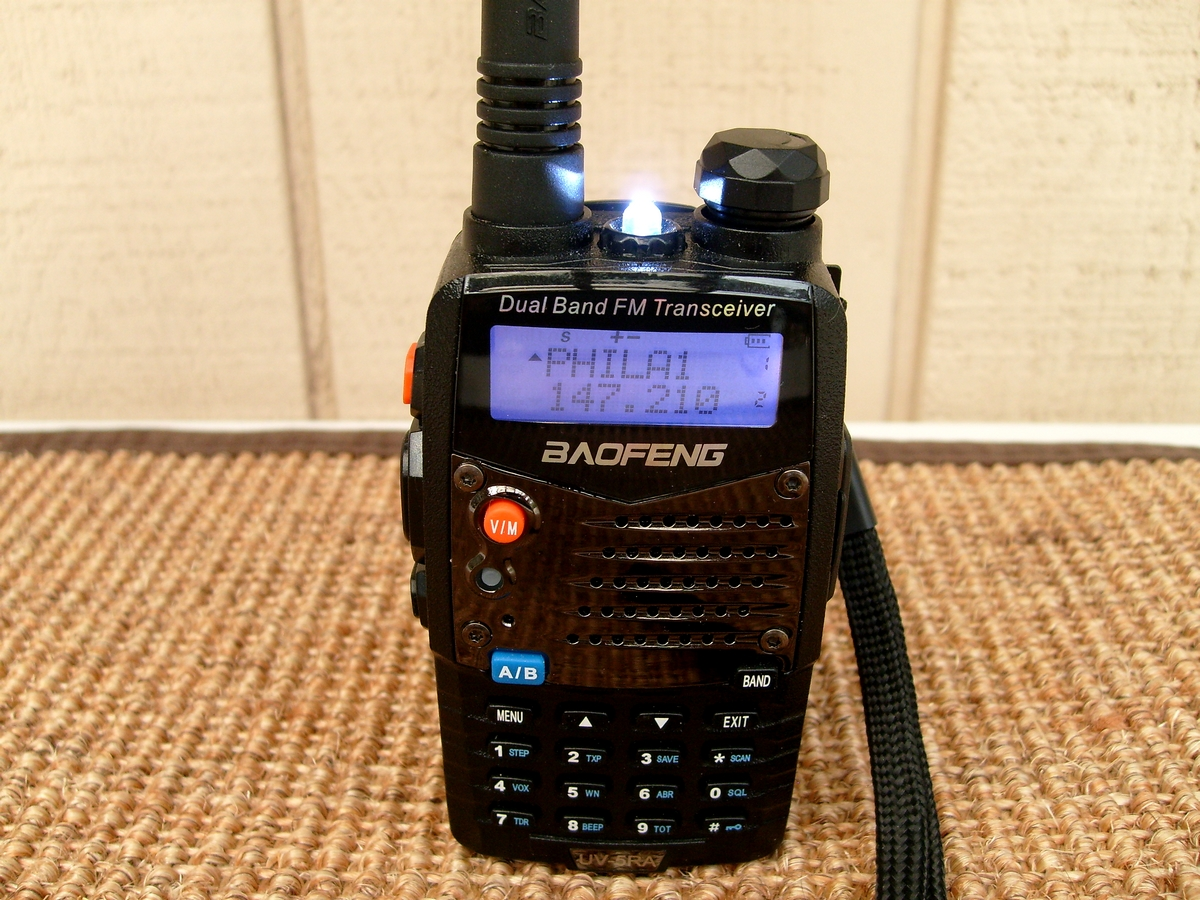
Baofeng UV-5RA en funcionamiento.

Baofeng ofrece principalmente equipos portátiles en las bandas HF, VHF y UHF, ya sean canalizados o de banda corrida. Además, estos pueden ser analógicos o digitales.

### Canalizados analógicos
- BF-88A
- BF-88E
- BF-88ST
- BF-518
- BF-528
- BF-600S
- BF-666S
- BF-700S
- BF-777S
- BF-800S
- BF-888S
- BF-888H
- BF-1901
- BF-9700
- BF-S88
- BF-T3
- BF-T6
- BF-T7
- BF-T8
- BF-T9
- BF-T11
- BF-T12
- BF-T15
- BF-T16
- BF-T17
- BF-T18
- BF-T388
- BF-UV8
- BF-V1
- BF-V2
- BF-V3
- BF-V4
- BF-V5
- BF-V6A
- BF-V8
- BF-V9
- BF-V10
- GT-22
- H-31
- H-32
- UV-8D
- UV-62

### Banda corrida analógicos
- BF-B5
- BF-B6
- BF-E51
- BF-F8+
- BF-H2
- BF-H5
- BF-H6
- BF-H7
- BF-T51
- BF-T57
- BF-T60
- BF-T61
- GT3 Mark II
- GT3-TP Mark III
- GT3-3WP
- GT-5
- GT-5R
- UV-5R
- UV-5R Plus
- UV-5RTP (Versión mejorada de UV-5R con Tri-Power)
- UV-5RX3
- UV-5R EX
- UV-5X
- UV-5RA
- UV-5RE
- UV-6R
- UV-62
- UV-82
- UV-82L
- UV-82X3
- UV-9R

### Banda corrida digitales
- DM-5R
- DM-1701
- DM-1701A
- DM-1701B
- DM-1702
- DM-1702A
- DM-1702B
- DM-1703
- DM-1706
- DM-1801
- DM-X

### Walkie-talkie de red pública
- Baofeng G68

## Galería

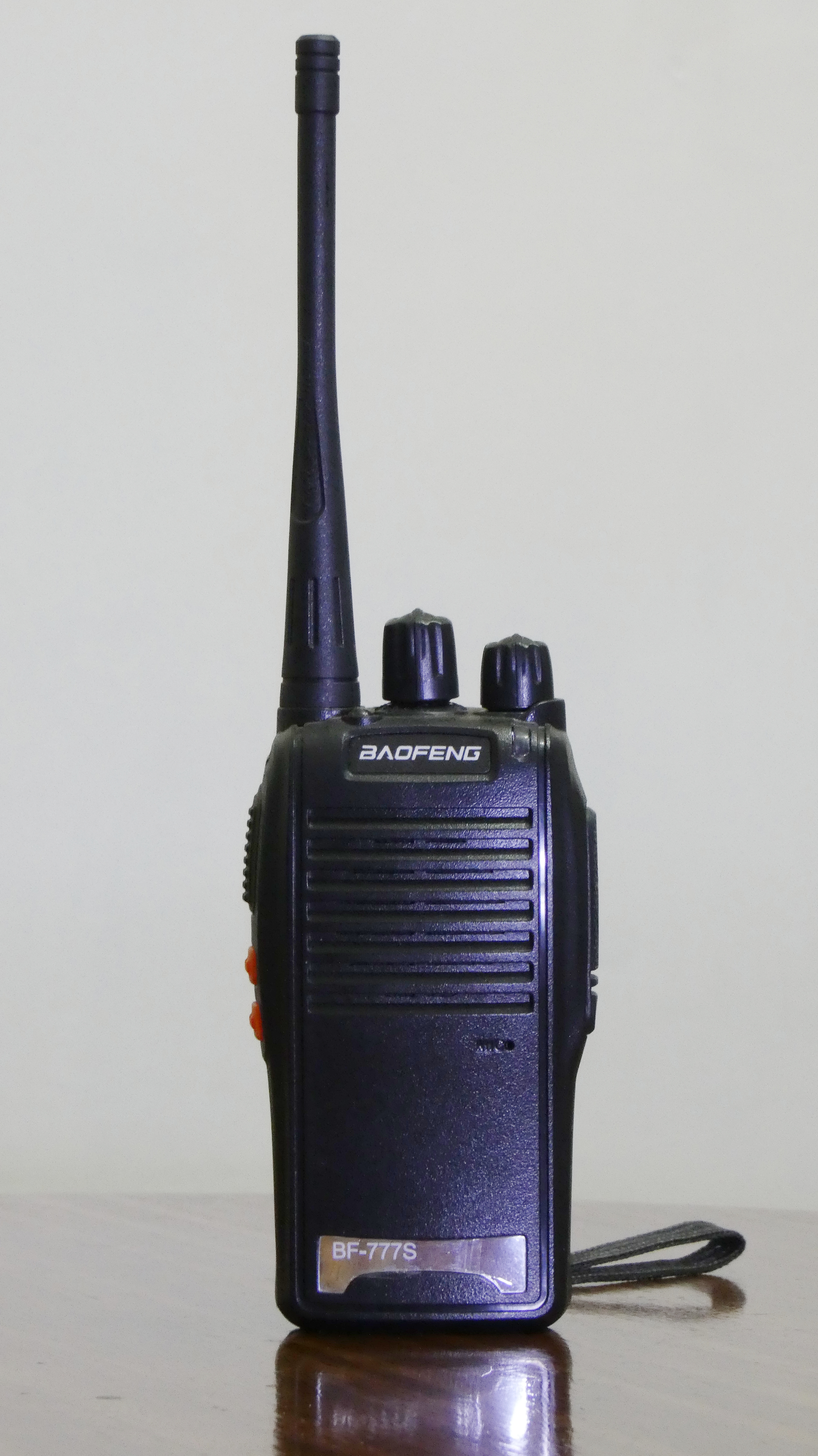
Baofeng BF-777S
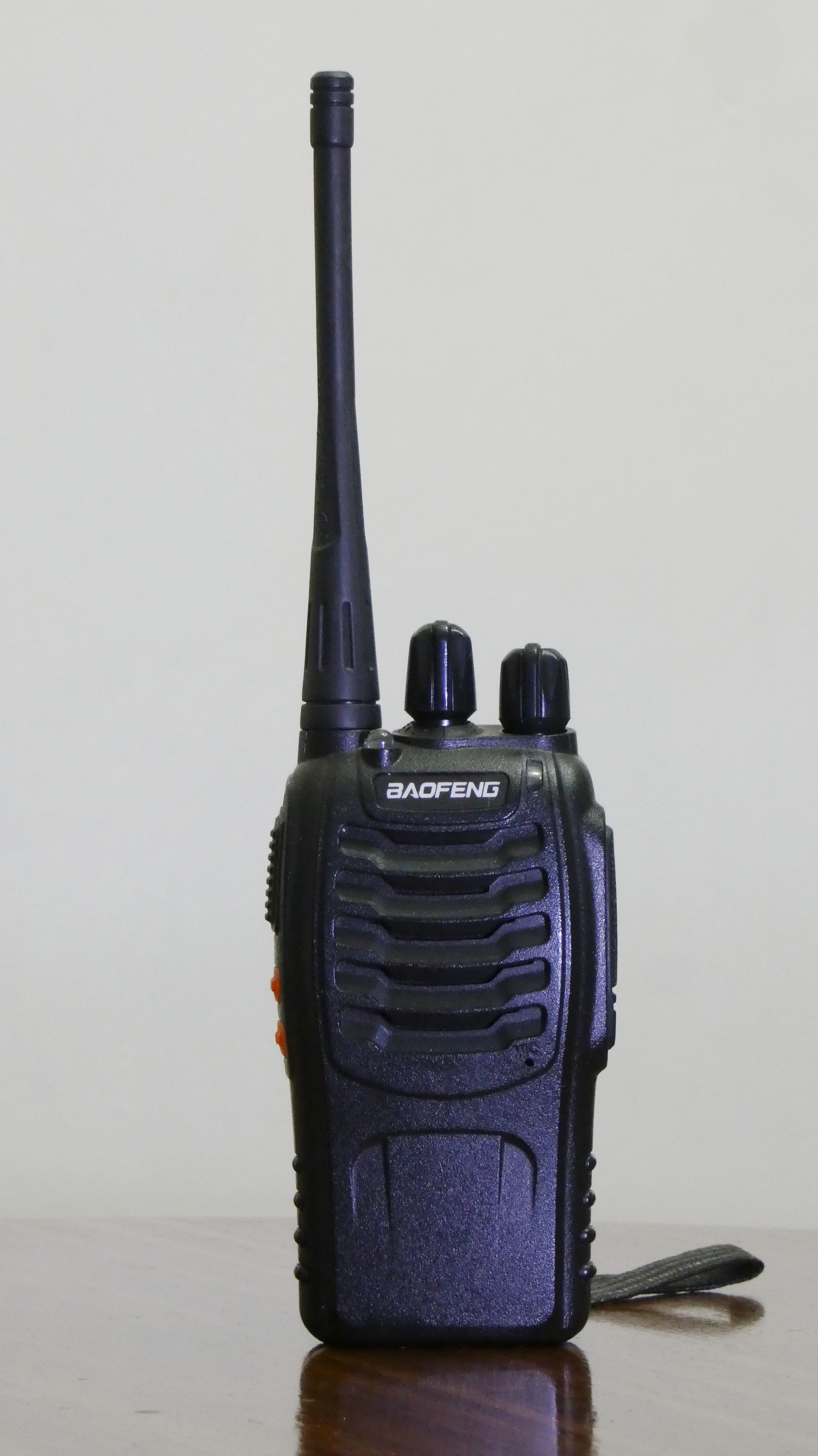
Baofeng BF-888S
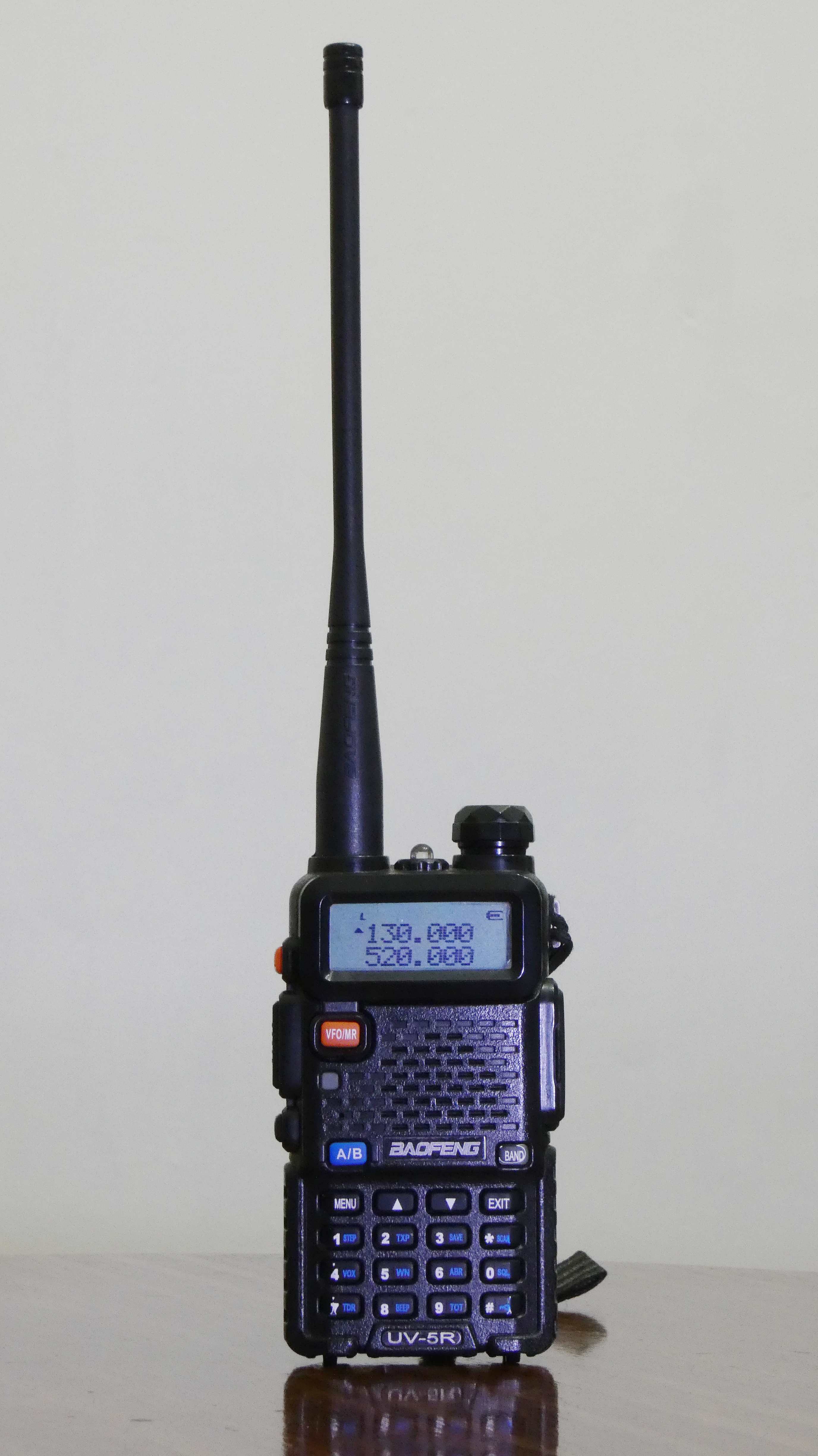
Baofeng UV-5R
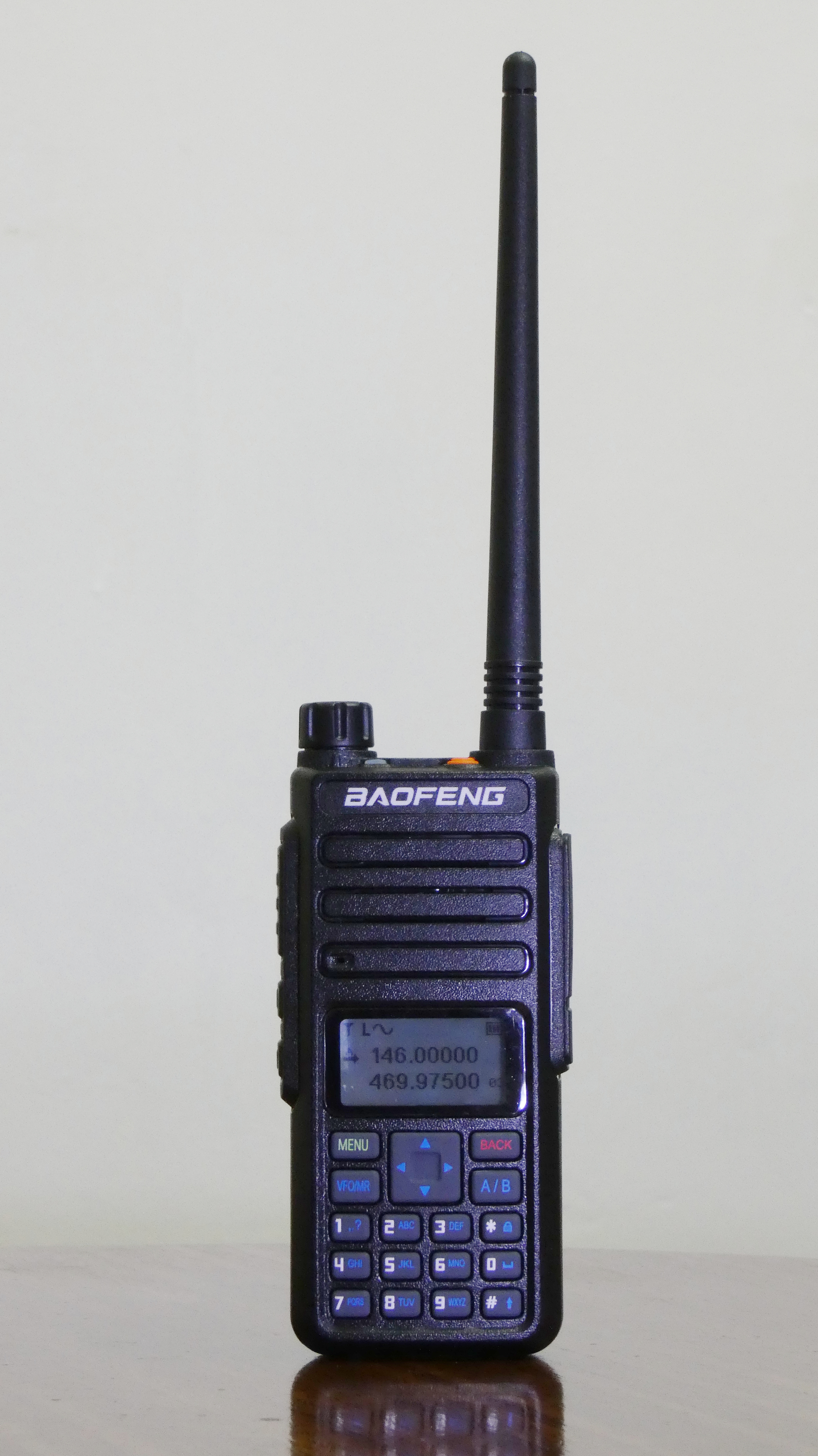
Baofeng DM-1801
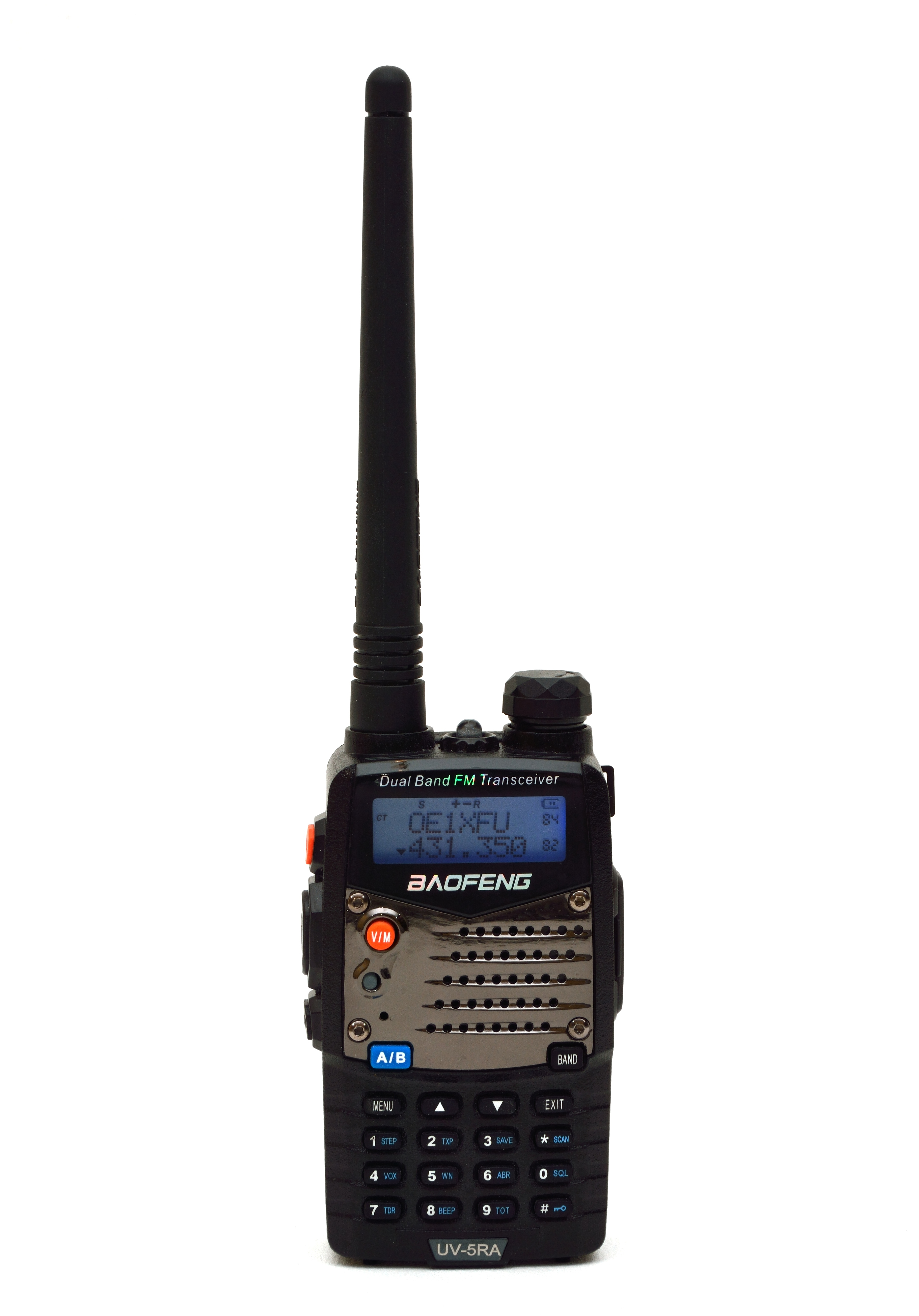
Baofeng UV-5RA
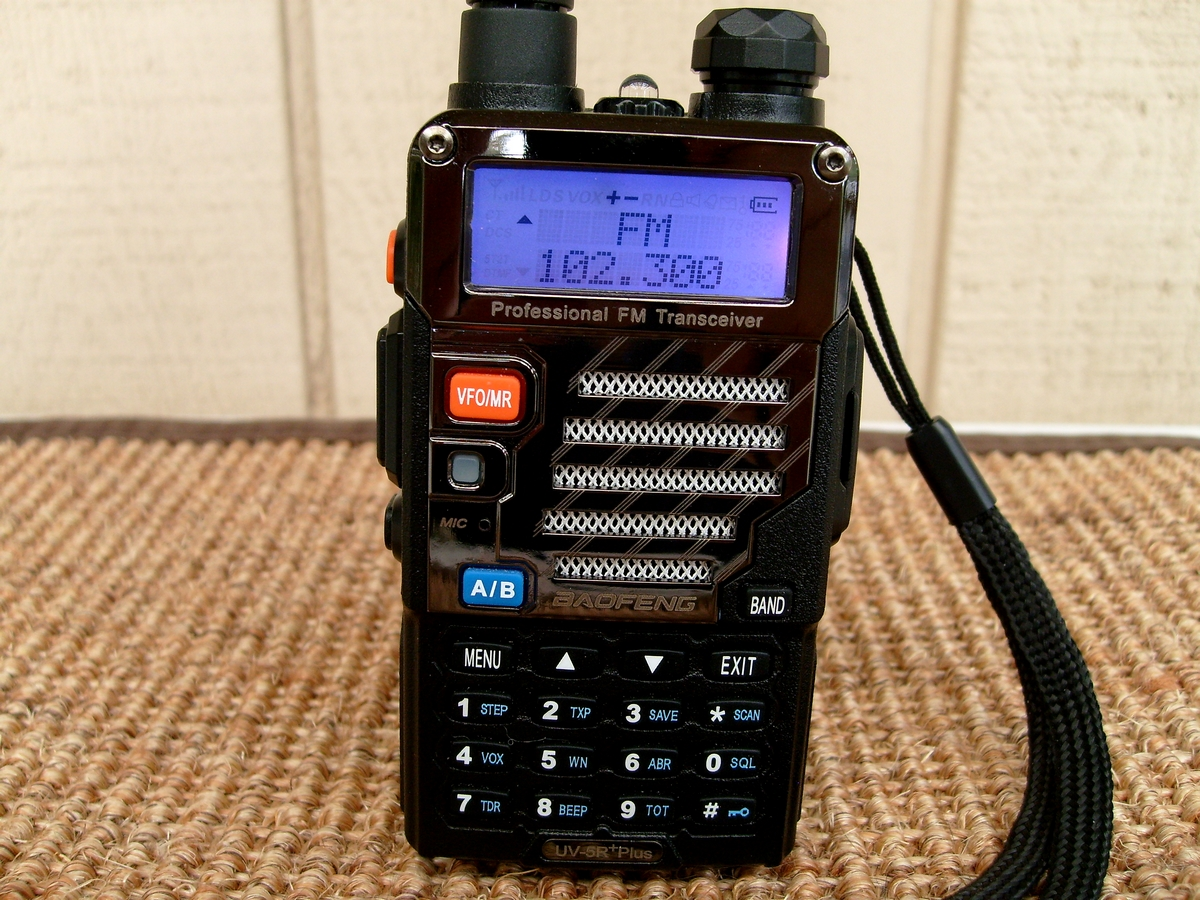
Baofeng UV-5R+

## Colaboraciones
Baofeng ha cooperado con China Mobile Corporation para producir walkie-talkies de red pública. Coopera con la Universidad de Huaqiao para desarrollar software, coopera con Suzhou, Wuxi y otras empresas relacionadas para desarrollar chips y establece una institución de investigación y desarrollo en la base de incubación de Quanzhou.

## Premios[2]
- En 2013, julio recibió el premio "Organización primaria avanzada del partido"
- En mayo de 2015, recibió el premio al miembro del grupo de la Asociación de Gestión de Calidad de Fujian de "Énfasis en la honestidad y la calidad"
- En septiembre de 2015, Baofeng Company recibió la calificación de empresa crediticia de grado A por la calificación crediticia empresarial.
- En 2016, Baofeng Company ganó el premio a la contribución excepcional.

## Certificaciones[2]
- En septiembre de 2009, Baofeng Company aprobó la certificación del sistema de gestión de calidad ISO 9001: 2008 e implementó una producción estandarizada.
- En marzo de 2011, el último producto de Baofeng pasó la certificación CE de la UE.
- En abril de 2011, Baofeng aprobó la certificación RoHS de la UE, sentando las bases para que los productos de la empresa ingresen al mercado europeo.
- En mayo de 2012, el último producto de Baofeng pasó la certificación FCC de la Comisión Federal de Telecomunicaciones de EE. UU.